# 法学のラテン語成句の一覧
法学のラテン語成句の一覧（ほうがくのラテンごせいくのいちらん）では、法学の分野で用いられるラテン語の成句を挙げる。
A B C D E F G
H I J K L M N
O P Q R S T U
V

## A
- a fortiori - 「なおさら」「さらに強い理由で」 - en:a fortiori
- a posteriori（アポステリオリ） - 「結果から考えると」
- a priori（アプリオリ） - 「原理からすると」「自明な」
- a priori assumption - 「先験的な前提」「証明なしに前提として認めること」
- ab extra - 「外から」「第三者から」 - en:ab extra
- ab initio - 「初めから」
- actus reus - 「犯罪行為」「違法行為」 - en:actus reus
- ad colligenda bona - 「臨時の遺産管理」、遺産管理人任命前の遺産の管理
- ad hoc（アドホック） - 「その場限りの」「特別なための」
- ad hominem - 「人に対しての」「主張する者に関して」 - en:ad hominem
- ad idem - 「同じ点について」 - en:ad idem
- ad infinitum - 「終わり、際限なく続く」「無限の」
- ad litem - 「訴訟のための」
- ad quod damnum - 「損害に応じて」「損害に応じた」
- ad valorem - 「価格に応じて」「従価～」
- adjournment sine die - 「無期限延期」
- affidavit - 「宣誓供述書」 - 供述者の宣誓のもとでなされた供述書面
- alter ego - 「分身」 - 別主体であることを否定する場合（法人格否認の法理など）に用いる
- amicus curiae - 「法廷助言者」 - 利害関係人として法廷に意見を述べる者

-- animus nocendi
- ante - 「前の」「上記の」
- arguendo - 「仮に」「議論上」

## B
- bona fide（bona fides） - 「善意で」「誠実に」
- bona vacantia - 「無主物」

## C
cadit quaestio
- casus belli - 「開戦事由」 - 戦争の開始を正当化する事由

-- cause
- caveat - 「注意」「警告」
- caveat emptor - 「買主をして警戒せしめよ」 - 売買法上の原理を示す法諺
- certiorari（サーシオレアライ） - 「事件移送命令」「裁量上訴」 - アメリカ合衆国連邦最高裁判所への上訴のための手段。合衆国最高裁判所#管轄参照。

-- certum est quod certum reddi potest
- ceteris paribus - 「ほかの条件が等しければ」「一定ならば」
- compos mentis - 「正常な精神状態」
- consuetudo pro lege servatur - 「慣習は法と見なす」
- contra - 「反対のもの」「反対意見」
- contra bonos mores - 「善良な道徳に反する」

-- contra legem
- contra preferentem - 「作成者不利益解釈」 - 契約の文言に曖昧な点がある場合の解釈指針として作成者に不利に解釈するという原則

-- coram non judice
- corpus - 「人身」「信託元本」「遺産」
- corpus delicti - 「犯罪構成事実」
- Corpus Juris - （法大全）アメリカ法大全
- corpus juris civilis - 「ローマ法大全」（市民法大全） - 東ローマ帝国皇帝により編纂されたローマ法法典
- Corpus Juris Secundum - 「アメリカ法大全第2」
- cui bono - 「誰の利益になるのか」「何のために、どんな役に立つのか」

-- cuius est solum eius est usque ad coelum et ad inferos
-- cuius regio, eius religio
- custos morum - （良俗守護者）「星室裁判所」「王座裁判所」

## D
- de bonis asportatis - 「動産収去侵害訴訟」 - 動産への侵害に関する訴訟 - en:de bonis asportatis

-- debellatio
- de bonis non administratis - 遺産管理人が死亡した場合の後任管理人 - en:de bonis non administratis
- de die in diem - 「毎日」「日々」 - en:de die in diem
- de facto（デ・ファクト） - 「実際の」「事実上の」
- de futuro - 「将来の」
- de integro - 「新たに」 - en:de integro
- de jure（デ・ジュリ） - 「適法な」「法律上の」

-- de lege ferenda
-- de lege lata
- de minimis（デ・ミニミス） - 「僅少な」「ささいな」
- de minimis non curat lex - 「法は些事に関せず」 - en:de minimis non curat lex

-- de mortuis nil nisi bonum
- de novo - 「改めて」「再度初めから」 - en:de novo
- defalcation - 「横領」「相殺」
- dictum, dicta - 「傍論」（obiter dicum）
- doli incapax - 「責任無能力」
- duces tecum - 「文書提出命令」

## E
-- ei incumbit probatio qui
- ejusdem generis - 「同様な」（処方箋などが同種）

-- erga omnes
- ergo - 「（それ）ゆえに」
- erratum - 「誤字」「誤植」「誤写」
- esse - 「存在」「本質」
- estoppel（エストッペル） - 「禁反言の法理」
- et al - 「～およびその他」「～その他」
- et cetera（エトセトラ） - 「その他」
- et seq. (et sequentia) - 「以下参照」
- et uxor - 「および妻」
- ex aequo et bono - 「公正で善なるものに従って」「法と公正さの下に」
- ex cathedra - 「権威による」「命令的に」

-- ex concessis
- ex delicto - 「不法行為によって」
- ex facie - 「文面では」
- ex gratia - 「好意から」「好意による」
- ex officio - 「職権上の」「地位による」「職権により」
- ex parte - 「一方だけの」
- ex post facto - 「事後の」「遡及的な」
- ex post facto law - 事後法

-- expressio unis est exclusio alterius
- ex proprio motu - 「自発的に」

-- ex rel
-- ex turpi causa non oritur actio
- exempli gratia - 「例えば、例を挙げると」

## F
-- facio ut des
-- facio ut facias
- felo de se - 「自殺（者）」
- ferae naturae - 「（動物が）野生の」
- fiat - 「恣意的判断」「専断」「命令」「布告」
- Fiat justitia, ruat caelum - 「正義を行うべし、たとえ世界が滅ぶとも」または「天が崩壊しようとも正義を追い求めよ」、法格言。 - en:Fiat justitia, ruat caelum
- fiduciary - 「受託者」「被信託者」
- fieri facias - 「強制執行令状」
- flagrante delicto - 「現行犯で」

-- forum conveniens
-- forum non conveniens
- functus officio - 「任務完了」

## G
- gravamen - 「（訴えの）主旨」 - en:gravamen
- guardian ad litem - 「（訴訟のための）後見人」

## H
- habeas corpus（ヘイビアス・コーパス） - 「人身保護令状」→人身保護法 (日本)・エクイティ参照。

## I
- i.e. - id estの略。
- id est - 「すなわち」「言いかえれば」 - 先行する用語の語義を確定するために別の用語を用いる場合などに用いられる。
- ibid（idem） - 「同じ場所」 - 文献・資料・判例等の引用の際などに用いる。

-- ignorantia juris non excusat
- imprimatur - 「検閲済み」「印刷許可」
- in absentia - 「不在中に」
- in camera（イン・カメラ） - 裁判官室において、非公開で。インカメラ手続で。文書提出命令参照。
- in curia - 「法廷内で」
- in esse - 「現に存する」 - in posse（可能性の上の）と対をなす。
- in extenso - 「詳細に」
- in extremis - 「極限状態で」「ぎりぎりの所で」「瀬戸際で」「苦境に立って」「非常のときに」「死の間際に」「死が近づいて」
- in flagrante delicto = flagrante delicto
- in forma pauperis - 「貧困者の資格で」　貧困を理由に、書類登録費用などを除く訴訟費用を免除すると、裁判官が認定することを指す

-- in futoro
-- in haec verba
- in lieu - 「代わりに」
- in limine - 陪審に知らせない。陪審に先入観を与えないように裁判の前に証拠を提示しないことを申し立てる。
- in loco parentis - 「親代わり」

-- in omnibus
- in pari delicto - 「同程度の不法行為」

-- in pari materia
- in personam - 「対人の」

-- in pleno
-- in prope persona
- in propria persona - 「本人自身で」「本人自ら」
- in re - 「～に関して」「～について」
- in rem - 「対物」
- in situ - 「同じ場所」- 不動産の指定において同一物件を示す際に用いられる。

-- in solidum
- in terrorem - 「脅迫的な」

-- in terrorem clause
- in toto - 「全体として」「全部で」

-- indicia (複数：indicium）
- infra - 文書などで参照個所を示して「以下に」
- innuendo - 「補足説明」「すなわち」
- inter alia - 「とりわけ」「なかんずく」

-- inter arma enim silent leges
-- inter rusticos
- inter se - 「内々に」「秘密に」
- inter vivos - 「生存者たちの間で」「生きてる間に」
- intra - 「～内」

-- intra fauces terra
-- intra legem
- intra vires - 「権限内」
- ipse dixit - 権威ある人の「独断の主張」「証拠のない主張」

-- ipsissima verba
- ipso facto（イプソ・ファクト） - 「それ自体の性質によって」

## J
- jura novit curia - 「法廷は法を知る」
- jurat - 「裁判員」「宣誓供述書（の）証明文言」
- jure uxoris - 「妻の権利」
- juris et de jure - 「反証を許さない法的な推定」（教会法、大陸法、イギリス法）
- juris naturalis - 「自然な推定」（教会法）
- Juris tantum - 「反証を許す法的な推定」（教会法、大陸法、イギリス法）
- jus（法） - 「権利」「法」「法体系」
- jus ad bellum - 「開戦権」
- jus canonicum - 「教会法」
- jus civile - 「市民法」「大陸法」
- jus cogens - 「強行規範」（ユス・コーゲンス）
- jus commune - 「普通法・共通法」（ローマ法・教会法）、「ゲマイネス・レヒト」（ドイツ法）、コモン・ロー（イギリス法）
- jus gentium - 「万民法」
- jus in bello - 「国際人道法」（戦時人道法）
- jus inter gentes - 「国家間法」（国家民族間法）
- jus naturale - 「自然法」
- jus primae noctis - 「初夜権」

-- jus sanguines
- jus sanguinis - 「血統主義」
- jus soli - 「出生地主義」

## L
- lacuna （複：lacunae） - 「脱落」「脱文」「欠文」「欠陥」
- artificial person - 「合法的な組織」「法人」「法人組織」

-- leges humanae nascuntur, vivunt, moriuntur
-- legitime
-- lex communis
- lex arbitri - 「仲裁地法」
- lex fori - 「法廷地法」
- lex lata - 「現行法」

-- lex posterior derogat priori
-- lex retro non agit
- lex loci - 「目的物の所在地法」
- lex scripta - 「成文法」

-- lex specialis derogat generali
- lingua franca - 「共通語」「補助言語」
- lis pendens - 「係争中の訴訟」「訴訟係属」
- loc cit - 「示した場所にある」
- locus - 「場所」「地点」
- locus delicti - 「不法行為地」「犯行現場」
- locus in quo - 「現在位置」
- locus poenitentiae - 「翻意の機会」
- locus standi - 「訴えを提起する地位（title to sue）」

## M
- magna carta（マグナ・カルタ） - 1215年にイングランドにて制定された大憲章

-- magnum opus
- mala fides - 「悪意」「誠実でない」
- malum in se - 「自然犯」 - en:malum in se
- malum prohibitum - 「法定犯」 - en:malum prohibitum
- mandamus - 「職務執行令状」 - 公務の履行を命じる令状 - en:mandamus

-- mare clausum
-- mare liberum
- mater semper certa est- 「母親は常に確定している」
- mens rea - 「故意」「過失」「責任要件」 - 有責性を認めるための基礎的条件
- modus operandi - 「（犯罪の）手口」「遂行方法」
- motion in limine - 「予断防止申立て」 - en:motion in limine
- mutatis mutandis - 「準用する」

## N
- ne exeat - 「出国禁止令状」「離国禁止令状」 - 裁判管轄権の確保のために発せられる命令
- ne bis in idem - 「一事不再理」
- negotiorum gestio - 「事務管理」
- neminem captivabimus（ネミネム・カプティヴァビムス） - 「不当逮捕の禁止」
- nemo dat quod non habet - 「自分が有しない物を与えることはできない」 - 真の所有者など正当な権利の保有者からでなくては権利の譲受を受けることができない、というもの。即時取得参照
- nemo debet esse iudex in propria causa（nemo judex in causa sua） - 「誰も自ら関与する案件の裁定者足りえず」 - 裁判・決定において利害関係者は判断権者となることができない旨の法格言。除斥・忌避・回避参照
- nexus - 「つながり」「結び付き」
- nil（nihil） - 「不能」「何もない」 - 他の単語と組み合わさることで成句を導く。
- nisi - 「仮の」「…でなければ」 - 他の単語と組み合わさることで成句を導く。
- nisi prius - 「巡回陪審裁判」「陪審第一審裁判所」
- nolle (nollo) prosequi - 「訴えの取下げ」「公訴取下げ」
- nolo contendere - 「不抗争の答弁」
- non bis in idem - 「一事不再理」
- non compos mentis - 「精神障害」
- non constat - 「明白ではない」
- non est factum - 「証書作成否認の答弁」

-- non faciat malum, ut inde veniat bonum
- non liquet - 「明白でないゆえの判決回避」
- non obstante verdicto - 「陪審評決にもかかわらず」
- non sequitur - 「無関係の」「論理的帰結としておかしい」
- nota bene（ノータ・ベーネ） - 「注意せよ」
- nulla bona - 「無資産の報告」 - 強制執行不能の報告書
- nulla poena sine lege - 「罪刑法定主義」

-- nullum crimen, nulla poena sine praevia lege poenali
- nunc pro tunc - 「遡及的に」 - 遡及効参照

## O
- obiter dictum（オビタ・ディクタム） - 判決理由の内、主文の直接の理由となる部分（ratio decidendi・レイシオ・デシデンダイ）でない部分。←→ratio decidendi
- onus probandi - 「立証責任」
- op cit - 「（当該著者の）上記文献」
- opinion juris - オプティノ・ジュリス「法的信念」国際法が各国で実効性を伴って用いられていることによって初めて、その国際法が実効的意味を持っているといえるという法原則の一つ

-- opinio juris sive necessitatis
-- orse

## P
- pacta sunt servanda - 「合意は拘束する」

-- par delictum -- 
- parens patriae - 「国親思想」 - 国が保護者的立場に立つ発想

-- pater familias
- pendente lite - 「訴訟係属中」
- per - 「～につき」「～ごとに」「～によって」「～を通じて」「～で」
- per capita - 「1人当たり」「1人につき」
- per curiam - 「合議体（全体）の意見」
- per diem - 「1日当たり」「1日につき」

-- per minas
- per pro (per procurationem) - 「代理で」「代理人を通して」
- per quod - 「それにより」
- per se - 「それ自体により」「当然に」
- per stirpes - 代襲相続 - 相続人相当者の卑属による相続
- persona non grata（ペルソナ・ノン・グラータ） - 「好ましからざる人物」
- posse comitatus - 「市民警察隊」 - 保安官により動員される治安維持のための市民集団
- post mortem - 「死後」「検死」

-- praetor peregrinus
- prima facie - 「一見して」「一応の」
- primogeniture - 「長男子単独相続」
- pro bono（プロボノ） - 弁護士による公益活動（pro bono publico）
- pro forma - 「仮の」「手続上の」
- pro hac vice - 「本件に限り」
- pro per - propria persona参照
- pro rata - 「比例按分して」（Collateralized Debt Obligation参照）
- pro se - 「自分で」「自身で」
- pro tanto - 「その限度で」
- pro tempore - （pro tem.と略す）「臨時の」
- propria persona - 「代理人に拠らずに」「（当事者）本人が」

## Q
-- quaeitur
- quaere - 「疑問」
- quantum meruit - 役務相当額の請求
- quasi - 「準～」「～に準じる」 - quasi contractなどのように成句をなす。
- qui tam action - 「私人による代理訴訟」
- quid pro quo - 「対価」
- quid pro quo sexual harassment - 「代償型セクシャルハラスメント」「代償型セクハラ」「代償型」
- quo warranto - 「権限開示令状」
- quod hoc - 「これに関して」「これに関する限り」

## R
- ratio decidendi（レイシオ・デシデンダイ） - 判決理由の内、主文の直接の理由となる部分であり、その拘束力が問題となる。←→obiter dictum

-- ratio scripta
- rebus sic stantibus - 「事情変更の原則」- 契約成立時の背景的事情が変更された場合に契約の効力に影響が及ぶかどうかに関する議論
- rei vindicatio（レイ・ヴィンディカチオ） - 「返還請求権」
- res - 「もの」 - 有形無形を問わず対象となるものを指すために用いられる
- res gestae - 「同時的発言」 - 事件当時の発言で、伝聞証拠排除法則の適用を除外される場合がある
- res ipsa loquitur - 「過失推定則」 - 一定の場合に過失の存在を推定することを認める理論
- res judicata（res adjudicata） - 「既判力」 - 先行裁判の判決等の後続裁判への拘束力

-- res nulis -- res publica -- res publica christiana
- respondeat superior - 「使用者責任」 - 使用者に対し、被用者の不法行為責任に基づく責任を負わせる理論
- restitutio in integrum - 「原状回復」 - 契約の一定事由による取消後に契約締結前の状態に当事者を復帰させること

## S
-- salus populi est suprema lex
- scandalum magnatum - 「高位の人に対する中傷」

-- scandalum magnum
- scienter - 「故意に」
- scintilla - 「微量」「わずかな」「細片」
- scire facias - 「告知令状」

-- scire feci
- se defendendo - 「自己防衛のために」

-- semble
- seriatim - 「連続して」「順次」
- sine die - 「無期限の」「無期限に」
- sine qua non - 「必須条件」「必須の」
- situs - 「場所」「位置」「原位置」
- stare decisis - 「先例拘束の原則」
- sua sponte - 「自己の意思で」「自発的に」
- sub judice - 「審理中の」
- sub modo - 「一定の条件下で」
- sub nomine - 「その名の下に」

-- sub silentio
- subpoena - 「(罰則つき)召喚令状」「(裁判所が)召喚状を発する」
- subpoena ad testificandum - 「証人召喚令状」
- subpoena duces tecum - 「文書提出命令」

-- suggestio falsi
- sui generis（英語版） - 「独特の」

-- sui iuris
- sui juris - 「法的責任能力のある」「成人の」

-- suo moto
- supersedeas - 「訴訟停止令状」
- suppressio veri - 「真実の隠蔽」
- supra - 「以上」「超えた」「上に」「上記に」「上記を参照」

## T
- terra nullius - 「無主の地」　国際法上の用語の一つで、正統な政府によって統治されていない土地のこと。正統な政府を持つ国家が最初に支配下におさめると、自動的にその地はその国家の領地となる。
- trial de novo - 「覆審」

-- trinoda necessitas

## U
- uberrima fides - 「最高信義」「最大の信頼」
- ultra vires - 「能力外」「権限踰越」

-- uno flatu
-- uti possidetis
- uxor -「妻」 - uxと略されることが多く、権利者の配偶者に婚姻関係に基づく権利があることを示す際に「（権利者名）et ux.」と付記される。妻が制限行為能力者とされる場合に、夫が妻の権利を行使することについてJure uxorisとして熟語として用いられる。

## V
- vel non -- veto
- vice versa - 「逆に」「逆もまた同様に」
- vide - 「～を見よ」
- videlicet - 「すなわち」
- viz - 「すなわち」「つまり」

-- volenti non fit injuria